# El Kala
El Kala (arabisch القالة, DMG al-Qāla) ist eine algerische Stadt in der Provinz El Tarf mit 24.793 Einwohnern. (Stand: 1998)

## Geographie
El Kala befindet sich westlich der Grenze zu Tunesien. Die Gemeinde liegt am Meer, welches sich im Norden befindet. Im Osten befindet sich die nächste Gemeinde Souarekh. In ihrer Nähe endet die Ost-West-Autobahn.